# Trifolium gemellum
Trifolium gemellum es una especie herbácea perteneciente a la familia de las fabáceas originaria de la cuenca mediterránea.  

## Descripción
Trifolium gemellum es una hierba de crecimiento anual, que alcanza un tamaño de 10-35 cm de altura, con los tallos ascendentes u erectos, simples o poco ramificados. Hojas inferiores con pecíolos de hasta 6 cm; las superiores subsentadas; foliolos de 7-16 x 5-8 mm, obovados, ligeramente denticulados. Inflorescencias de 10-17 x 9-13 mm, cónicas o cilíndricas, axilares y terminales, solitarias o geminadas, multiflores. Corola de 4-5 mm, más corta que el cáliz, rosada. Fruto indehiscente, con pericarpo membranáceo, con una semilla. Tiene un número de cromosomas de 2n = 14. Florece de mayo a junio.

## Distribución y hábitat
Se encuentra en pastos efímeros de plantas anuales, xerófilos y ± nitrófilos, preferentemente en substratos silíceos; as una altitud de 0-1700 metros en la península ibérica y Norte de África.

## Taxonomía
Trifolium gemellum fue descrita por Pourr. ex Willd. y publicado en Species Plantarum. Editio quarta 3(2): 1376. 1802.
Etimología
Trifolium: nombre genérico derivado del latín que significa "con tres hojas".
gemellum: epíteto
Variedad aceptada
- Trifolium gemellum subsp. atlanticum (Ball) Dobignard

Sinonimia
- Trifolium phleoides subsp. gemellum (Willd.) Gibelli & Belli	[4][5]